# Apache Sling
Apache Sling egy nyílt forráskódú webes keretrendszer a Java platform számára, melyet tartalom központú alkalmazások készítéséhez terveztek egy JSR-170-konform (azaz JCR) tartalom tároló felett, mint amilyen az Apache Jackrabbit. Apache Sling lehetővé teszi a fejlesztő számára, hogy alkalmazás komponenseket telepítésen OSGi csomagokként vagy scriptekként, sablononként a tartalom tárolóban. Támogatott szkript nyelvek a következők: JSP, szerver oldali JavaScript, Ruby, Velocity. Az Apache Sling célja, hogy a tartalmat a tartalom tárolóból HTTP erőforrásként adja vissza, továbbá támogatja a REST stílusú alkalmazás architektúrát.
Sling különbözik más Webalkalmazás keretrendszerektől abban az értelemben is, hogy a hangsúlyt valóban a "webalkalmazás" fejlesztés webes aspektusára teszi, a fejlesztési paradigmán keresztül a valódi webalkalmazás intuitív REST fejlesztését is sugallva. 
Más keretrendszerek a hangsúlyt jobban az alkalmazás fejlesztésre teszik, és így ideális kiterjesztései a Slingnek.
A Sling projektet 2007. augusztus 27-én kezdték, mikor is a Day Software adományozni tervezte a  Day Communiqué WCM-et meghajtó belső webes keretrendszer kódbázisát Apache Software Foundation-nak. 
A projektet felvették az Apache Incubatorba, melynek az Apache Jackrabbit lett a ajánló projektje. 2009. június 18-án a projekt sikeresen kikerült az inkubátor folyamatból, és az Apache felső szintű projektjévé vált.

## Funkciók
- Tartalom felbontás, amely leképezi a kérés URL-jét a tartalom tároló egy csomópontjára
- Szervlet felbontás, amely leképezi a tartalom csomópontot és kérési módszert  egy kérést kezelő szervletre
- Alapértelmezett szervletek, melyek támogatják a  WebDAV-t, a tartalom előállítást web formokból valamint a JSON reprezentációt
- Javascript kliens oldali könyvtár, amely lehetővé teszi a tartalom tároló elérését  Ajax-on keresztül
- Támogatja a szerver oldali szkriptelést a következőkre: Javascript, JSP, Ruby, Velocity és Scala
- OSGi-alapú kiterjeszthetőség Apache Felix-en keresztül – a Felix Web konzolt eredetileg az Apache Sling projekt fejlesztette

## Fordítás
Ez a szócikk részben vagy egészben  az   Apache Sling című angol Wikipédia-szócikk ezen változatának fordításán alapul.  Az eredeti cikk szerkesztőit annak laptörténete sorolja fel. Ez a jelzés csupán a megfogalmazás eredetét és a szerzői jogokat jelzi, nem szolgál a cikkben szereplő információk forrásmegjelöléseként.